# ایشیک‌لی (کوزان)
ایشیک‌لی (به ترکی استانبولی: Işıklı) یک منطقهٔ مسکونی در ترکیه است که در قوزان (ترکیه) واقع شده‌است.